# Wat Pho

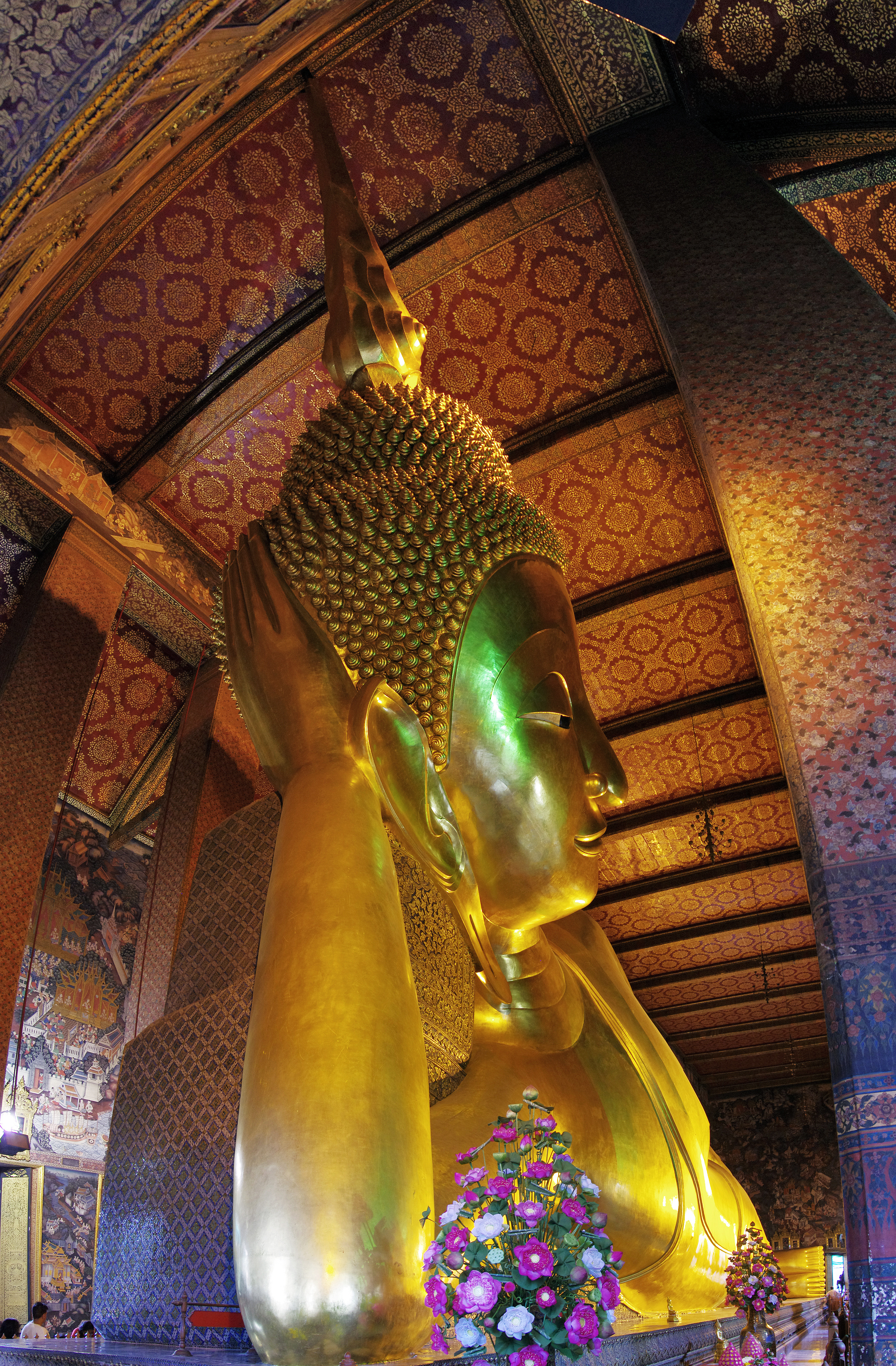
Die liegende Buddha-Statue im Wat Pho

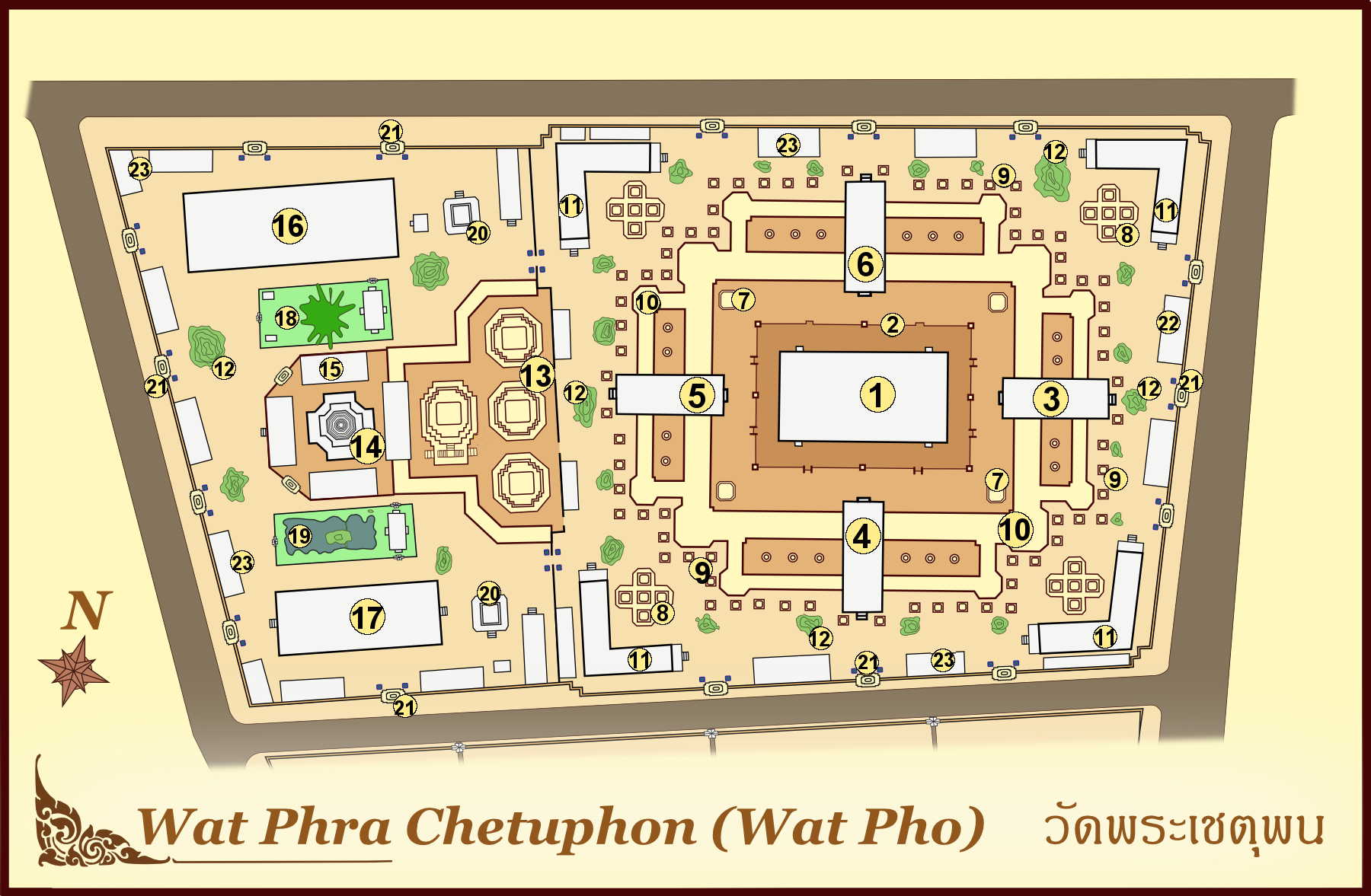
Übersichtskarte des Phutthawat

Wat Pho (thailändisch วัดโพธิ์) ist ein Königlicher Tempel Erster Klasse, ein buddhistischer Tempel (Wat), der im Zentrum der historischen Altstadt von Bangkok (siehe Rattanakosin) liegt, unmittelbar südlich des Königspalastes. Sein offizieller Name ist Wat Phra Chettuphon Wimon Mangkhalaram Ratchaworamahawihan (วัดพระเชตุพนวิมลมังคลารามราชวรมหาวิหาร), Einheimische nennen ihn aber noch immer Wat Pho nach seinem historischen Namen Wat Photharam, welcher an das Kloster des Bodhi-Baumes in Bodhgaya erinnern soll.
Da Wat Photharam bereits in der Ayutthaya-Chronik zur Regierungszeit von Phra Petracha erwähnt wurde, dürfte er bereits im 17. Jahrhundert gegründet worden sein. Zur Gründung seiner neuen Hauptstadt Bangkok restaurierte und erweiterte König Rama I. den Tempel (das dauerte von 1789 bis 1801) und gab ihm den heutigen Namen. Auch alle weiteren Könige der Chakri-Dynastie erweiterten und restaurierten ebenfalls diesen Königlichen Tempel (Wat Luang).

## Sehenswürdigkeiten

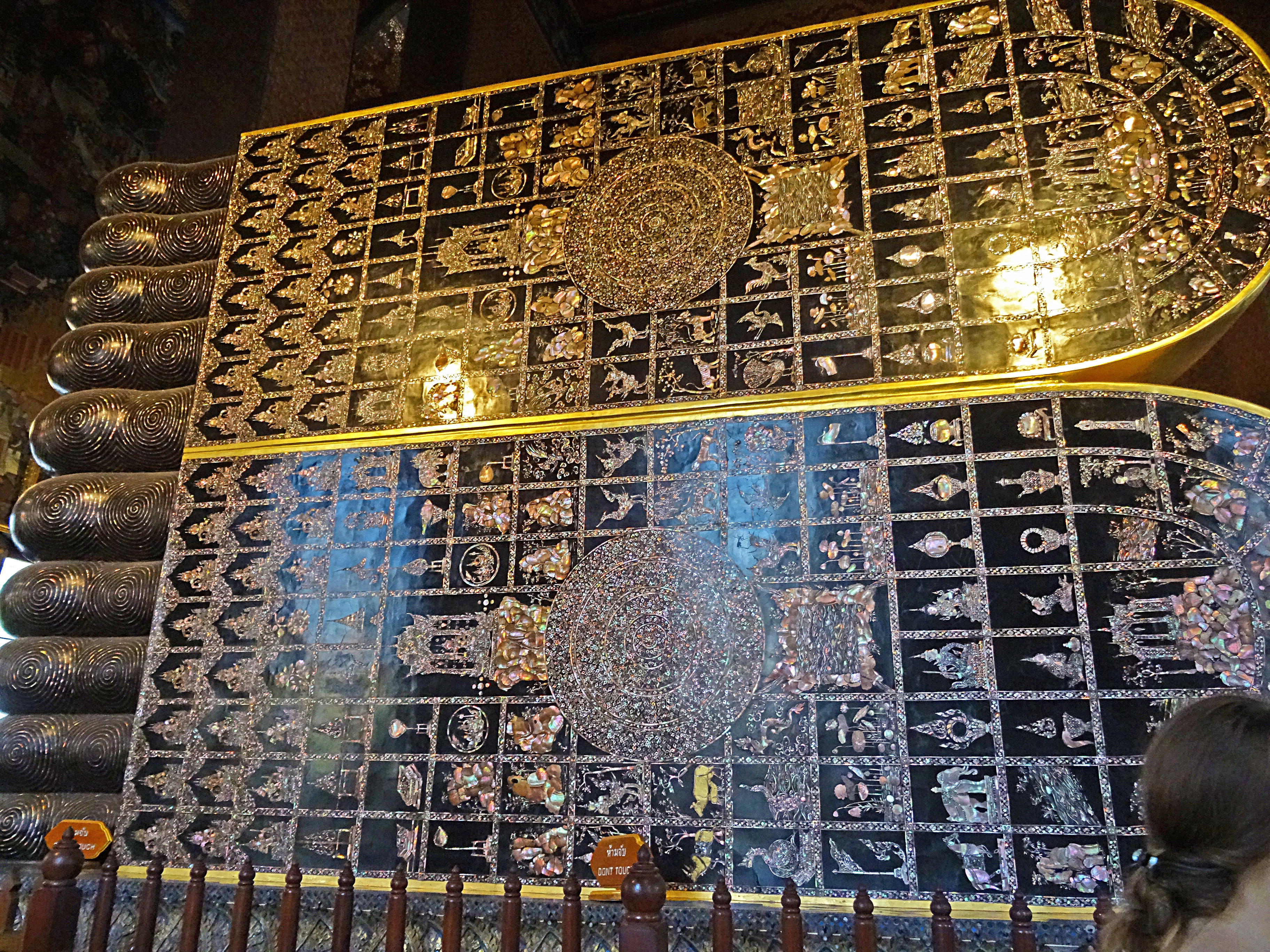
Perlmutt-Einlegearbeit auf den Fußsohlen des Liegenden Buddha

- Phra Ubosoth: der Ubosot wurde von König Rama I. erbaut. In ihm befindet sich Phra Phuttha Thewa Patimakon, eine sitzende Buddha-Statue im Ayutthaya-Stil. In seinem Sockel wurden die sterblichen Überreste von König Rama I. beigesetzt.
  - Die Balustrade rund um den Ubosot zeigt an seiner Außenseite 152 quadratische Reliefs, die das Ramakien darstellen. Sie wurden im Auftrag von König Rama III. hier angebracht, als er den Ubosot neu errichtete. Die Herkunft der Reliefs ist nicht überliefert. Anfangs verkauften findige Geschäftemacher so genannte „Temple-Rubbings“ dieser Reliefs auf dünnem Papier. Da die Platten davon zu sehr beschädigt wurden, ist diese Praxis seit 1965 nicht mehr gestattet.[1]
- Viharn des Liegenden Buddha: Die Hauptattraktion ist heute die berühmte 46 Meter lange und 15 Meter hohe vergoldete liegende Buddha-Statue. In Thailand gibt es zahlreiche, riesige Statuen liegender Buddhas, so zum Beispiel im Tempel Wat Khun Inthapramun, Provinz Ang Thong (50 Meter lang, aus Ziegeln mit Stuck verkleidet). Im Tempel Wat Bang Phli Yai Klang in der Provinz Samut Prakan befindet sich ein 53 Meter langes Exemplar, welches sogar begehbar ist.
- Phra Maha Chedi Si Ratchakan: Weithin sichtbar ist diese Gruppe von vier Chedis, eine jede 42 Meter hoch und mit verschiedenfarbigen Mosaiken aus Kacheln bedeckt. Die erste wurde von König Rama I. erbaut und enthält die Überreste der Buddha-Statue „Phra Si Sanphet“, welche von den Burmesen bei ihrem Überfall auf Ayutthaya 1767 zerstört wurde. Die zweite und dritte Chedi wurden von König Rama III. als Symbol der Regentschaft seines Vaters und seiner eigenen errichtet. Diese Gruppe von drei Chedis sollte an eine ähnliche Gruppe des Wat Phra Sri Sanphet in Ayutthaya erinnern. Die vierte, mit blauen Kacheln bedeckte Chedi wurde 1853 von König Mongkut (Rama IV.) als Lobpreisung des Buddha in Auftrag gegeben. Als Vorbild diente ihm die Phra Chedi Sisuriyothai in Ayutthaya, welche von König Maha Chakkraphat zu Ehren seiner Königin Si Suriyothai erbaut worden war.
- „Offene Universität“: König Rama III. ließ bei der Renovierung des Wat Pho in den Jahren 1831–1841 über 1400 Wandinschriften und -gemälde anbringen, die thailändische Poesie, Abhandlungen über traditionelle Heilkunst und Massage, Botanik, Astrologie, Kriegskunst, Geschichte und Religion festhielten, sowie die damaligen Provinzen und religiösen Einrichtungen des Reiches wie auch fremde Völker auflisteten. Diese waren für die Öffentlichkeit zugänglich und können daher auf gewisse Weise als eine erste, offene Universität Thailands bezeichnet werden. Deshalb gilt Wat Pho insbesondere als Ort für die Bewahrung und Verbreitung der traditionellen thailändischen Medizin und Thai-Massage. Seit 2011 zählt das „epigraphische Archiv“ des Wat Pho zum Weltdokumentenerbe der UNESCO.[2]

Eindrücke vom Tempelgelände
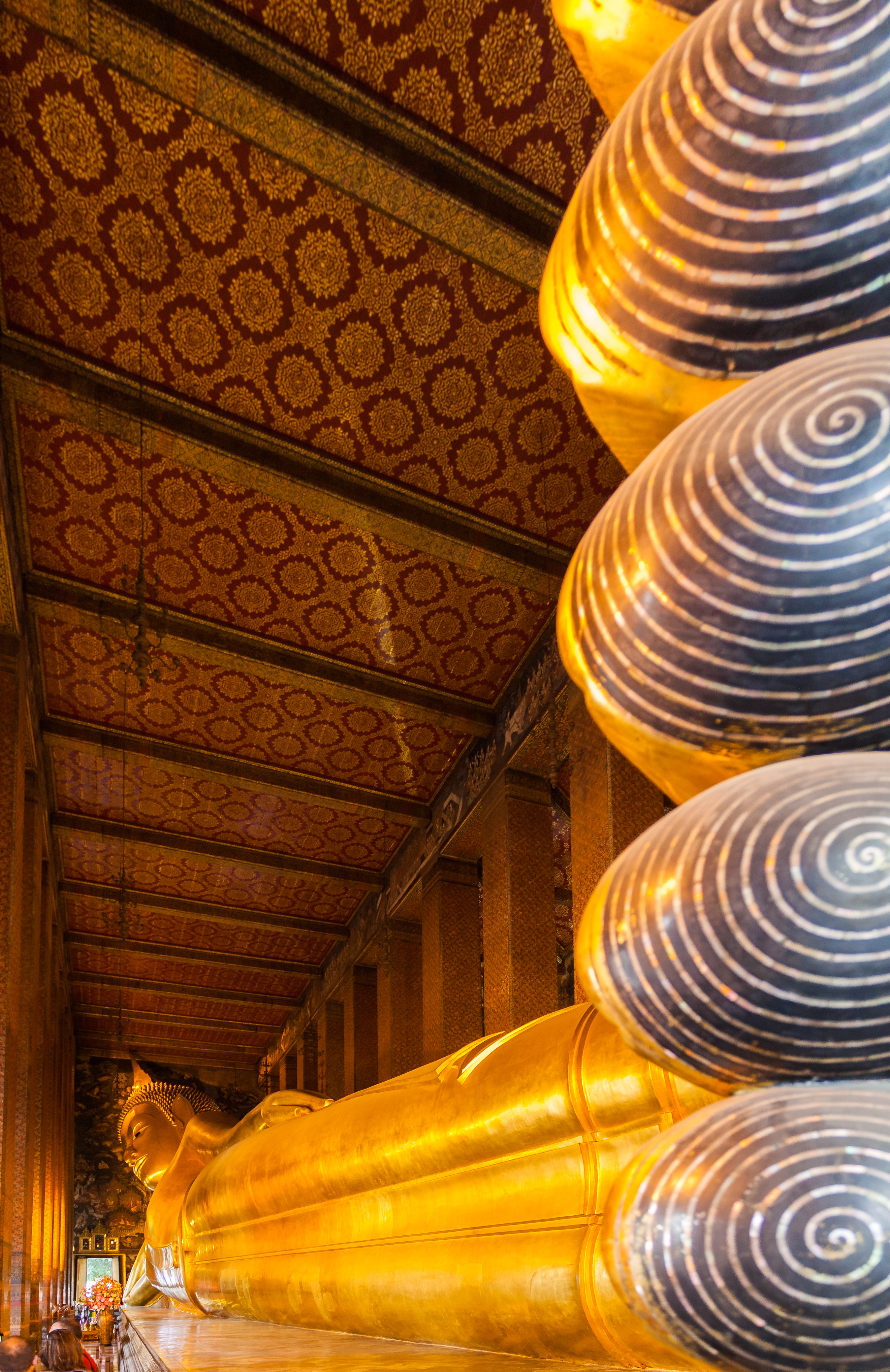
Liegender Buddha
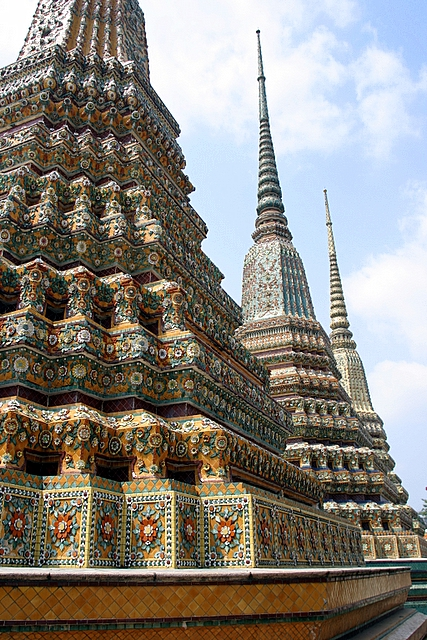
Drei der vier Großen Chedis der Phra-Maha-Chedi-Si-Ratchakan-Gruppe
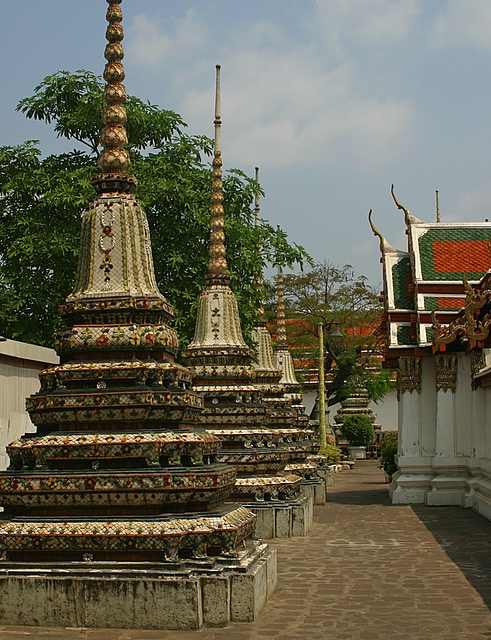
Einige der insgesamt 71 Chedi Rai
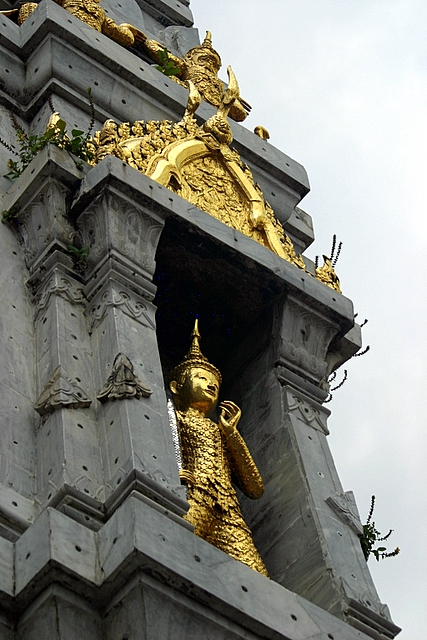
Eine Wächterfigur in einem der 4 Prangs im Innenhof
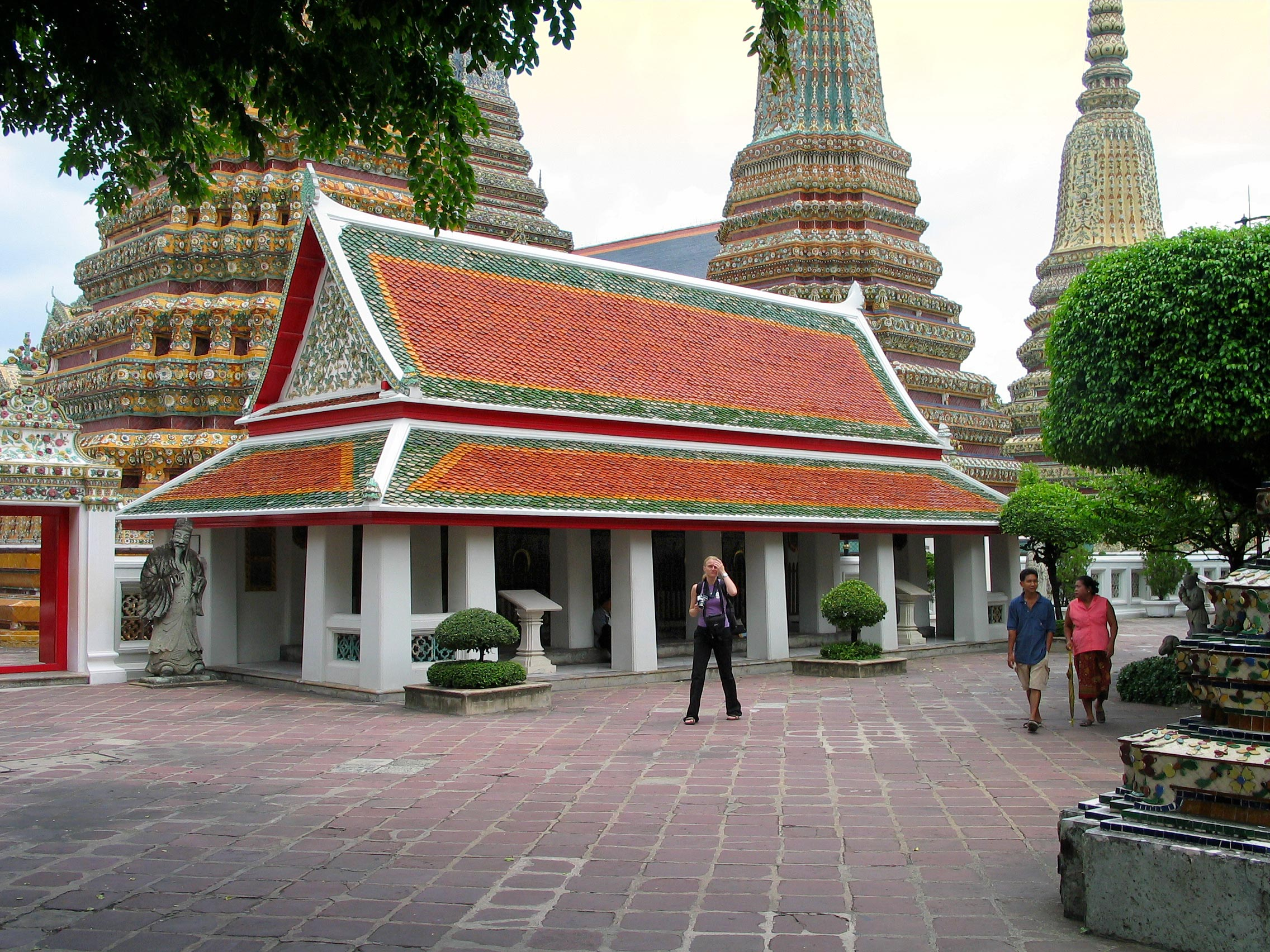
Medizinpavillon: historische Wandmalereien zur Thai-Massage
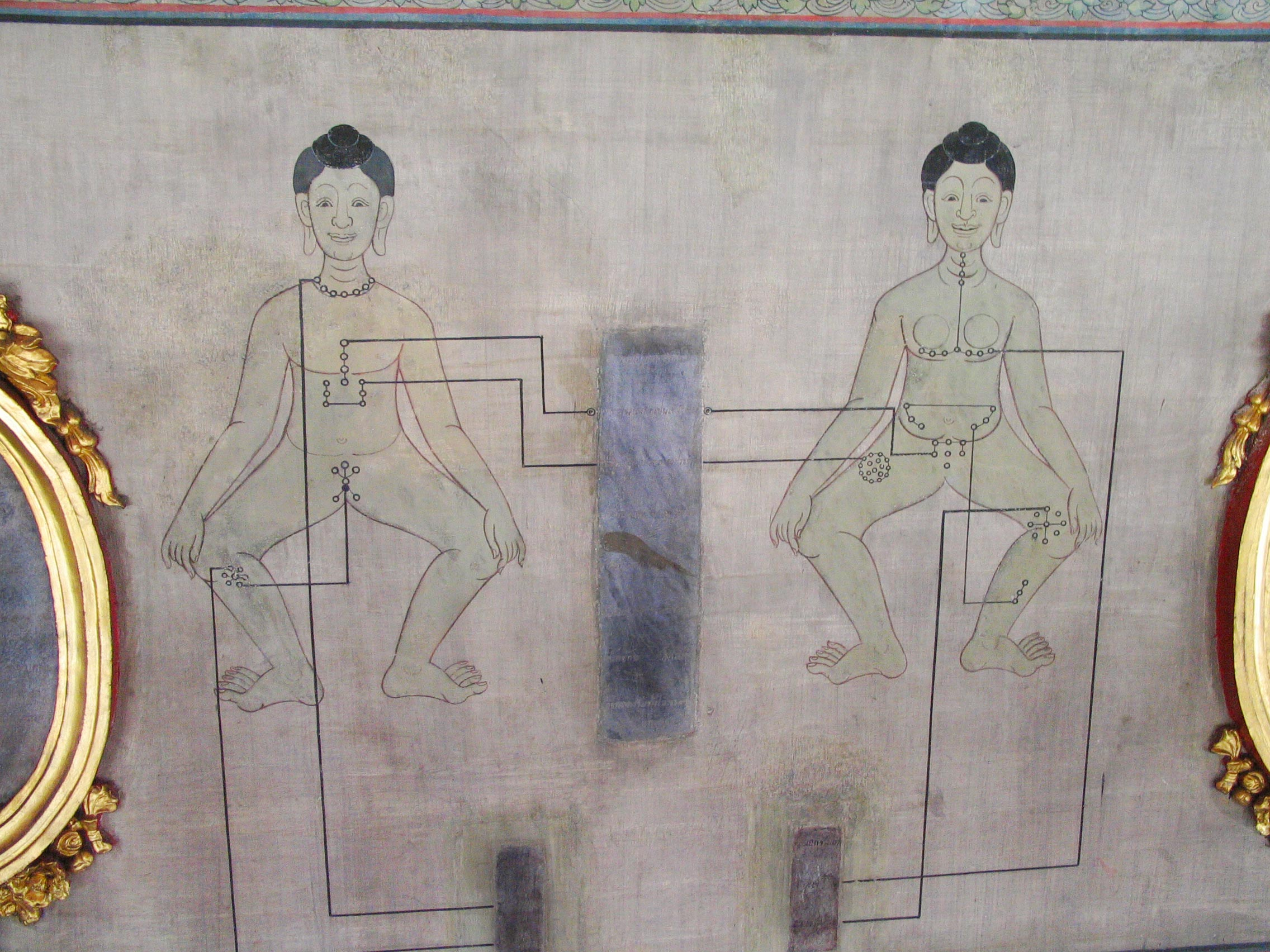
Wandmalerei und -inschrift im „Medizin-Pavillon“
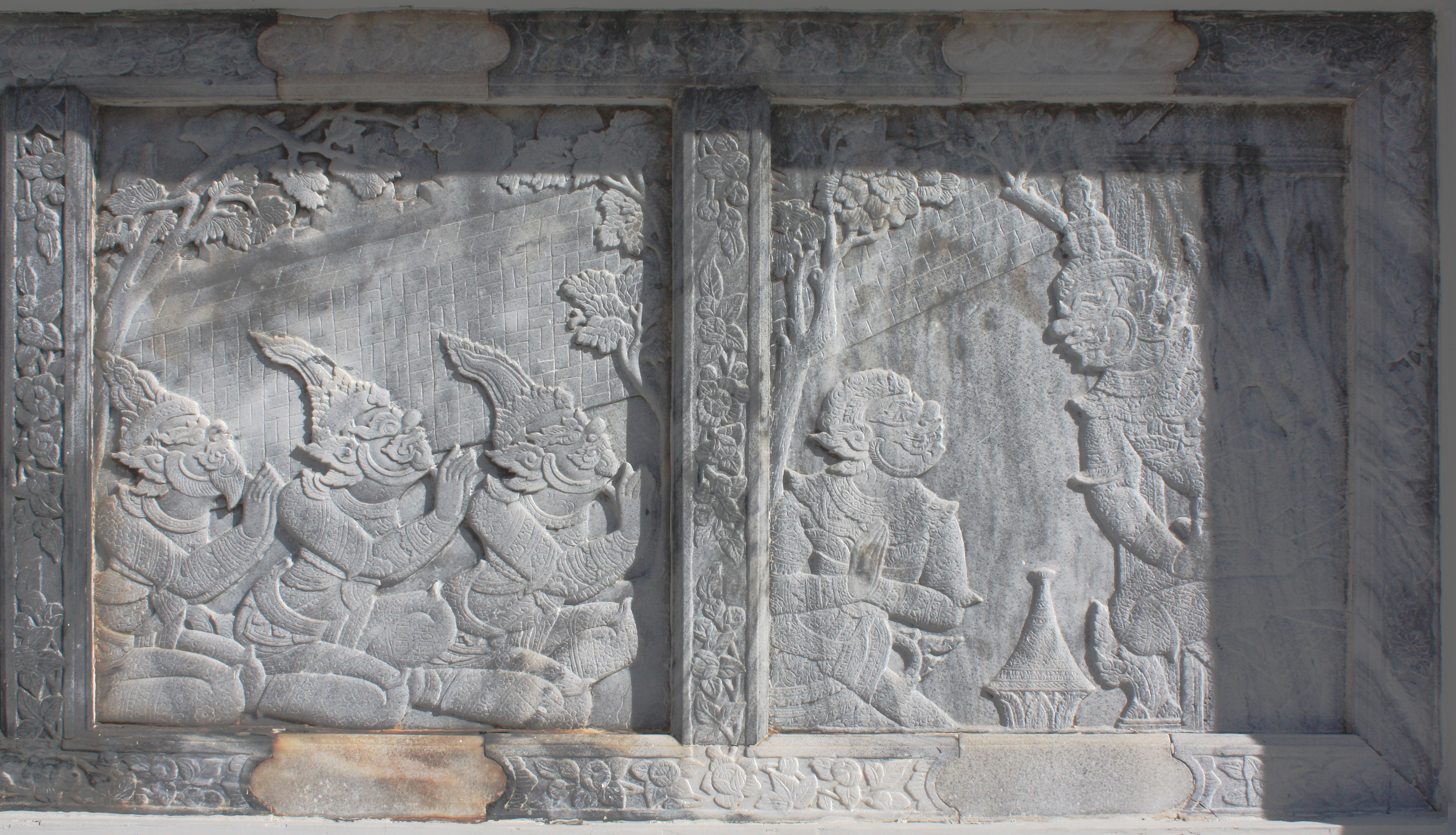
Ramakien-Reliefs am Kampheng Kaeo des Ubosot
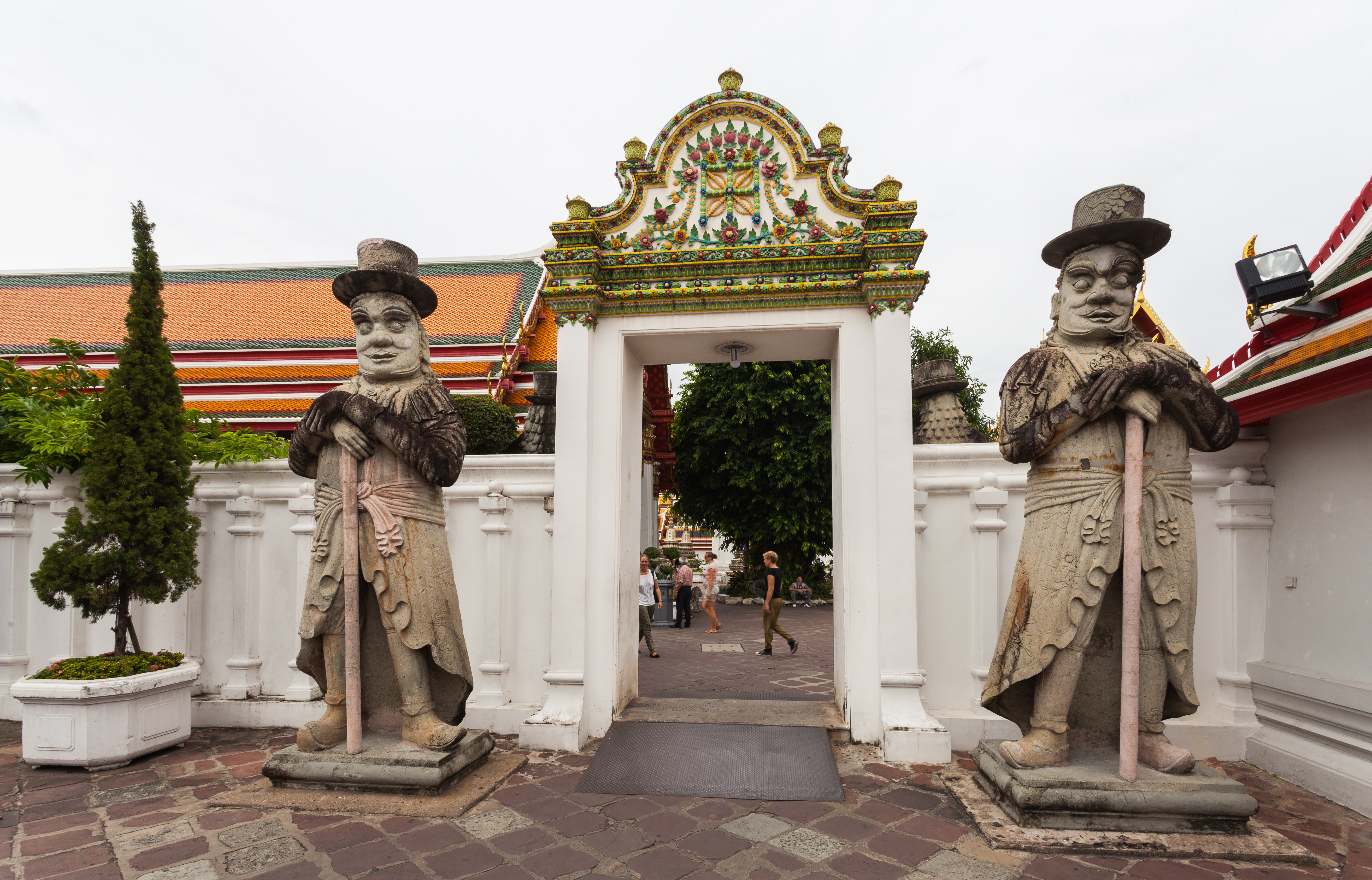
Eingang mit Wächtern
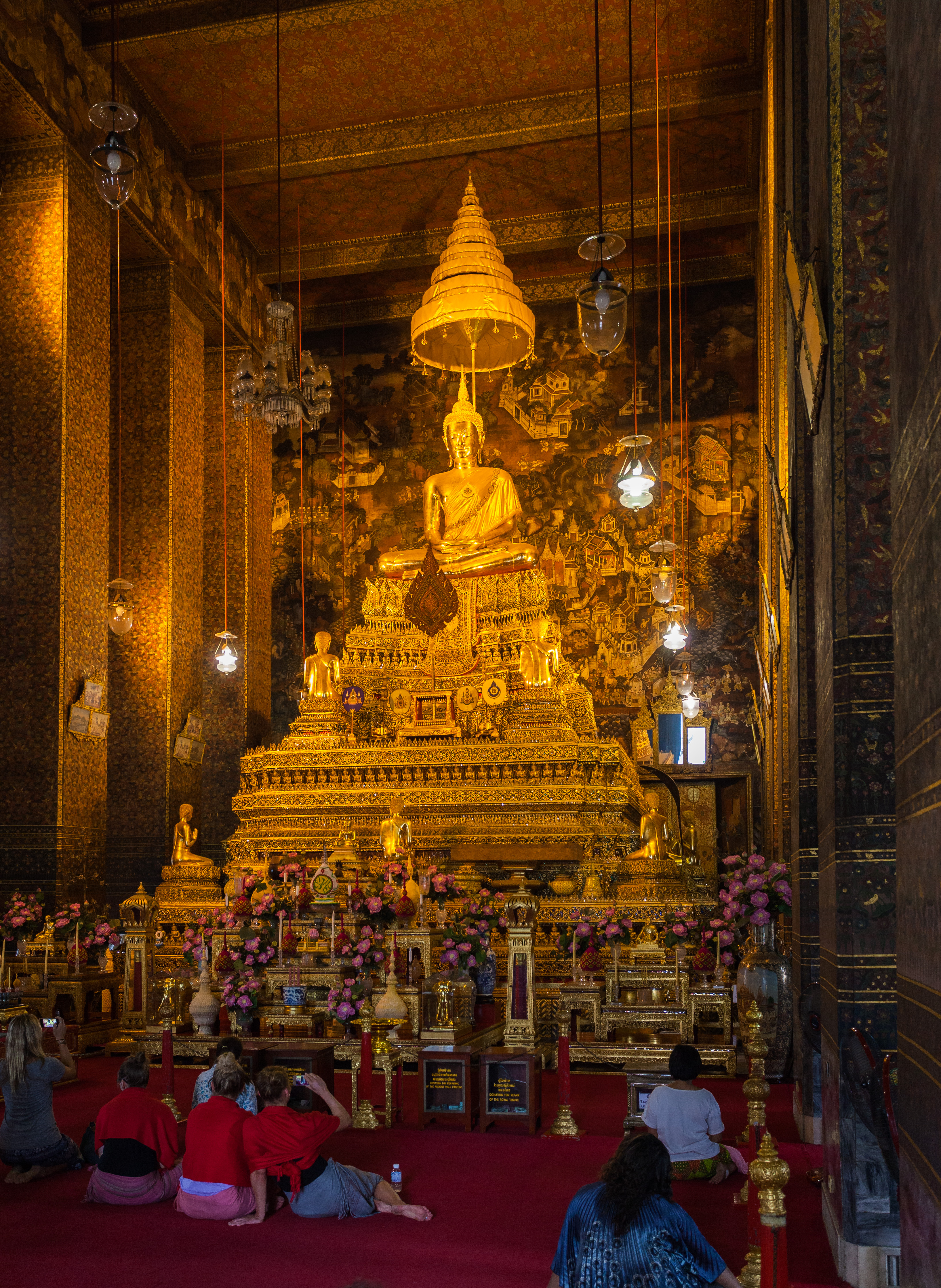
Statue Phra Phuttha Thewapatimakon
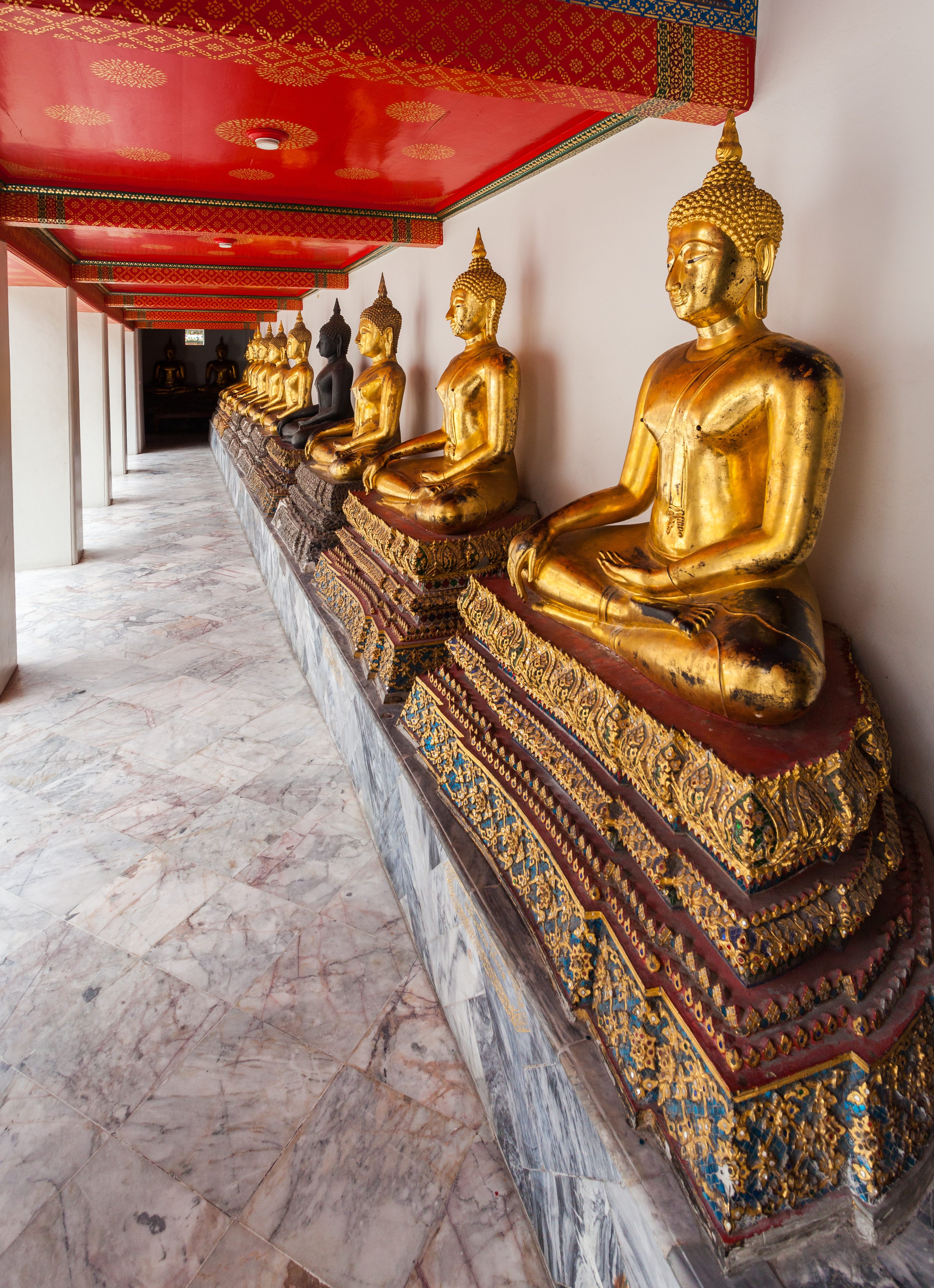
Reihe von sitzenden Buddha-Statuen
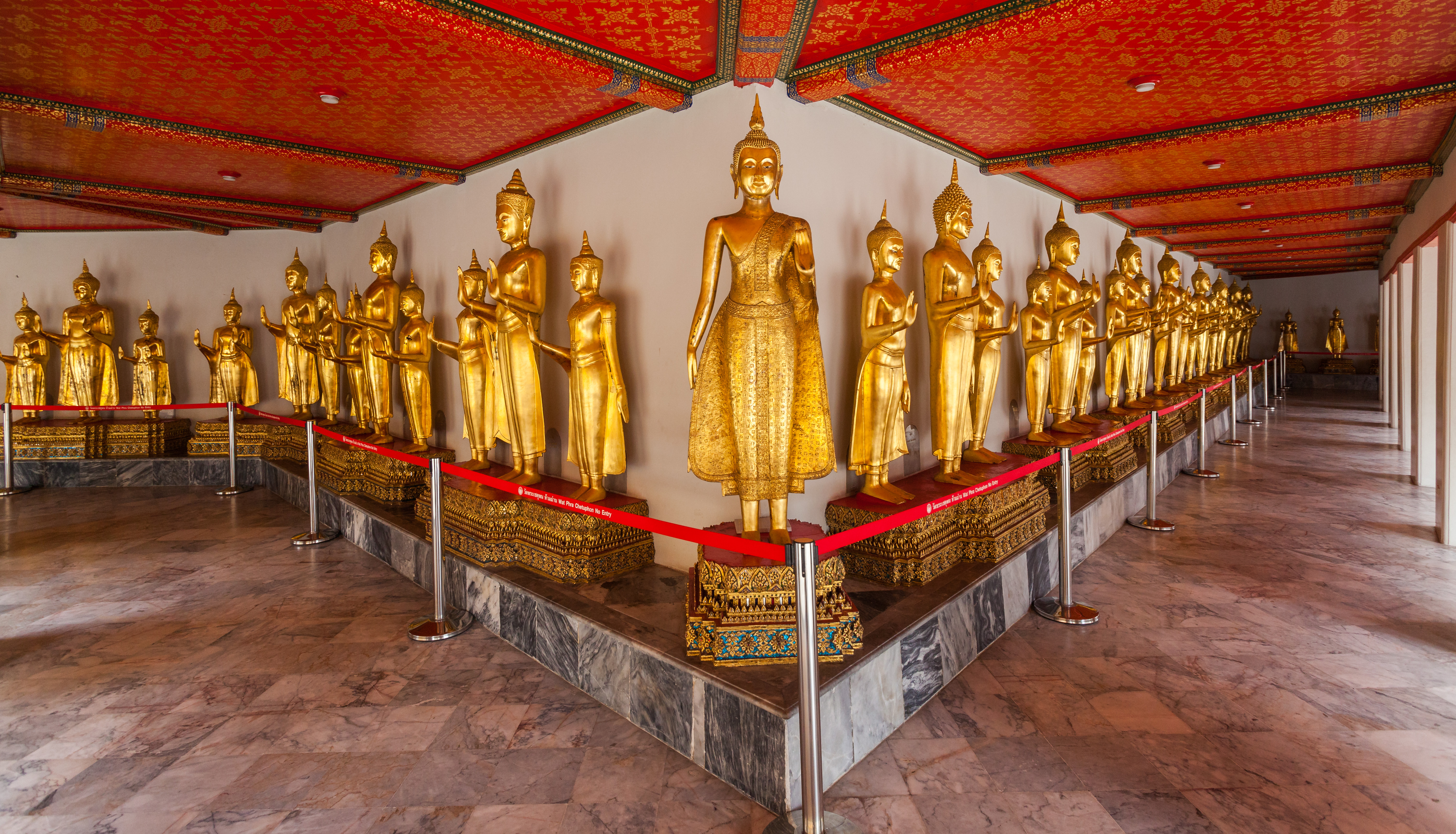
Reihe von stehenden Buddha-Statuen